# Casque de Ribchester
Le casque de Ribchester est un casque romain de la fin du Ier siècle ou du début du IIe siècle découvert en 1796 par le fils d'un sabotier de Ribchester, dans le Nord-Ouest de l'Angleterre. Il est exposé au British Museum, à Londres.
Il s'agit d'un casque de parade en bronze avec un masque facial complet. Il était vraisemblablement coiffé d'une figurine de sphinx découverte en même temps, mais perdue par la suite. Sa conception élaborée suggère qu'il n'était pas conçu pour être porté au combat, mais lors des hippika gymnasia, des tournois de cavalerie décrits par Arrien.